# Томский подшипник
«Томский подшипник» (ранее ГПЗ-5) — советское и российское машиностроительное предприятие в Томске, один из ведущих советских производителей подшипников. Создано в 1941, прекратило деятельность в 2010 году.

## История

### В СССР
После начала Великой Отечественной войны в Томск была эвакуирована часть оборудования московского завода ГПЗ-1 (16 цехов и около 1 000 квалифицированных рабочих и инженеров). Производство возглавил бывший главный инженер ГПЗ-1 М. И. Эдельштейн, с 10 февраля — С. В. Пинегин. Оборудование было размещено в бывших складах, казармах и конюшнях Северного военного городка, для его доставки от станции «Томск-II» была проложена железнодорожная ветвь. Выпуск подшипников для военной техники удалось наладить 21 ноября 1941 года. До конца года было выпущено около 40 тыс. штук, в 1942 — почти 2 млн штук. Всего в период войны было выпущено около 9,5 млн подшипников.
В 1942—1943 годах были построены новые корпуса кузнечного, роликового, шарикового и транспортного цехов, число работников пополнилось за счёт прибывших в эвакуацию учащихся ремесленных училищ из Одессы, Винницы и других городов.
В 1945 году оборудование было решено не возвращать в Москву, а производство преобразовать в самостоятельное предприятие, которому было присвоено наименование «Государственный подшипниковый завод № 5» (ГПЗ-5).
В 1953 году построен новый корпус площадью 10 тысяч квадратных метров.
В 1958 году было принято решение о строительстве филиала завода на улице Ивановского, к строительству которого приступили в 1959 году. 18 января 1964 года филиал ГПЗ-5 (в последующем известный также под наименованиями «ГПЗ-29» и «Завод приборных подшипников») выдал первую продукцию.
Число работающих в советское время[уточнить] — около 3 тысяч человек, к концу 1980-х годов — 5500 человек, завод превратился в крупное[уточнить] машиностроительное предприятие, в 1990 году было выпущено 58 млн единиц продукции. Завод занимался производством подшипников качения (более 300 стандартных типов), станкостроением и производством товаров народного потребления. Самый маленький изготовленный на заводе подшипник имел диаметр 6 миллиметров и вес 3 грамма, а самый большой — 40 сантиметров и 40 килограммов, соответственно.
С 1985 года производством руководил Юрий Гальвас.
В 1980-х началось перепрофилирование завода и филиала на крупногабаритные подшипники.

### В Российской федерации
С 7 июля 1992 года, после процедуры акционирования, предприятие стало называться ОАО «Ролтом», а в 2005 году получило название «Томский подшипник».
В 1990-х годах предприятие переживало кризис в связи с распадом советской экономики. Однако директор пошёл на риск диверсификации продукции, открыл Цех новой техники, где молодёжные КБ стали разрабатывать и запускать в массовое производство те товары и подшипники, которые пользовались спросом на российском рынке.
В 2008 году сотрудников предприятия распустили в отпуска, объявив, что это временно и завод вскоре возобновит работу. В 2010 году предприятие остановилось окончательно. С 2010 года предприятие перестало существовать и формально, и фактически: его территория была передана под застройку.